# Криштопов Петро Миколайович
Петро́ Микола́йович Кришто́пов (1978—2023) — старший солдат збройних сил України, учасник російсько-української війни.

## Життєпис
Служив у 126-й бригаді територіальної оборони.
Загинув 15 листопада 2023 року в районі населеного пункту Кринки Херсонської області.

## Нагороди
- Орден «За мужність» III ступеня[2].